# Three Friends (film)
Pour les articles homonymes, voir Three Friends.
Pour plus de détails, voir Fiche technique et Distribution.
Three Friends est un film muet américain, réalisé par David Wark Griffith en 1913 et mettant en scène Blanche Sweet.

## Synopsis
Un chauffeur de taxi au grand cœur adopte un chien et un cheval qui étaient maltraités par leurs anciens propriétaires.

## Fiche technique
- Titre : Three Friends
- Réalisation :	David Wark Griffith
- Scénario :  M.S. Reardon
- Photographie : G. W. Bitzer
- Pays de production :  États-Unis
- Société de production : American Mutoscope and Biograph Company
- Distributeur : General Film Company
- Langue : film muet avec les intertitres en anglais
- Format : Noir et blanc — 35 mm — 1,33:1 — Muet
- Durée : 17 minutes
- Date de sortie :
  - États-Unis : 2 janvier 1913

## Distribution
- Henry B. Walthall : Le mari
- Blanche Sweet : La femme
- John Francis Dillon : Le premier ami
- Lionel Barrymore : Le deuxième ami
- Joseph McDermott : Le troisième ami
- Clara T. Bracy : Dans la première usine
- Kathleen Butler : Dans la première usine
- Harry Carey : Dans le saloon / Dans la première usine
- Frank Evans : Dans la première usine
- Joseph Jiquel Lanoë : Dans la première usine
- Walter P. Lewis : Le contremaître
- Wilfred Lucas : Dans la deuxième usine
- Mae Marsh : L'amie de la femme
- W. C. Robinson : Dans le saloon
- J. Waltham : Dans la deuxième usine